# Zentrum für Historische Forschung Berlin der Polnischen Akademie der Wissenschaften
Das Zentrum für Historische Forschung Berlin der Polnischen Akademie der Wissenschaften (poln. Centrum Badań Historycznych Polskiej Akademii Nauk w Berlinie, kurz: CBH PAN) ist eine 2006 gegründete Forschungseinrichtung der Polnischen Akademie der Wissenschaften (PAN) mit Sitz in Berlin. Das CBH PAN ist eine von sechs akademischen Einrichtungen der PAN außerhalb Polens, neben Brüssel, Kyjiw, Paris, Rom und Wien.

## Profil
Das CBH PAN beschäftigt sich mit der Erforschung und Verbreitung von Wissen über die deutsch-polnischen Beziehungen im Kontext der europäischen Geschichte und Kultur. Es führt wissenschaftliche, populärwissenschaftliche, didaktische und kulturelle Projekte durch, sowohl unabhängig als auch in Zusammenarbeit mit internationalen Partnern. Die Forschungsergebnisse werden durch Veröffentlichungen, Konferenzen, Seminare, Ausstellungen und im Internet vermittelt. Dabei liegt das CBH PAN besonderen Wert auf die interdisziplinäre Forschung in den Geistes- und Sozialwissenschaften: Geschichte, Kunstgeschichte, Kulturwissenschaften, Museologie, Politikwissenschaft, Soziologie und Kulturanthropologie. Im Rahmen der Wissenschaftsdiplomatie bemüht sich das CBH PAN um die Förderung und Internationalisierung der polnischen Geisteswissenschaften und die Annäherung von Polen und Deutschland.

## Entstehungsgeschichte und Kernprojekte

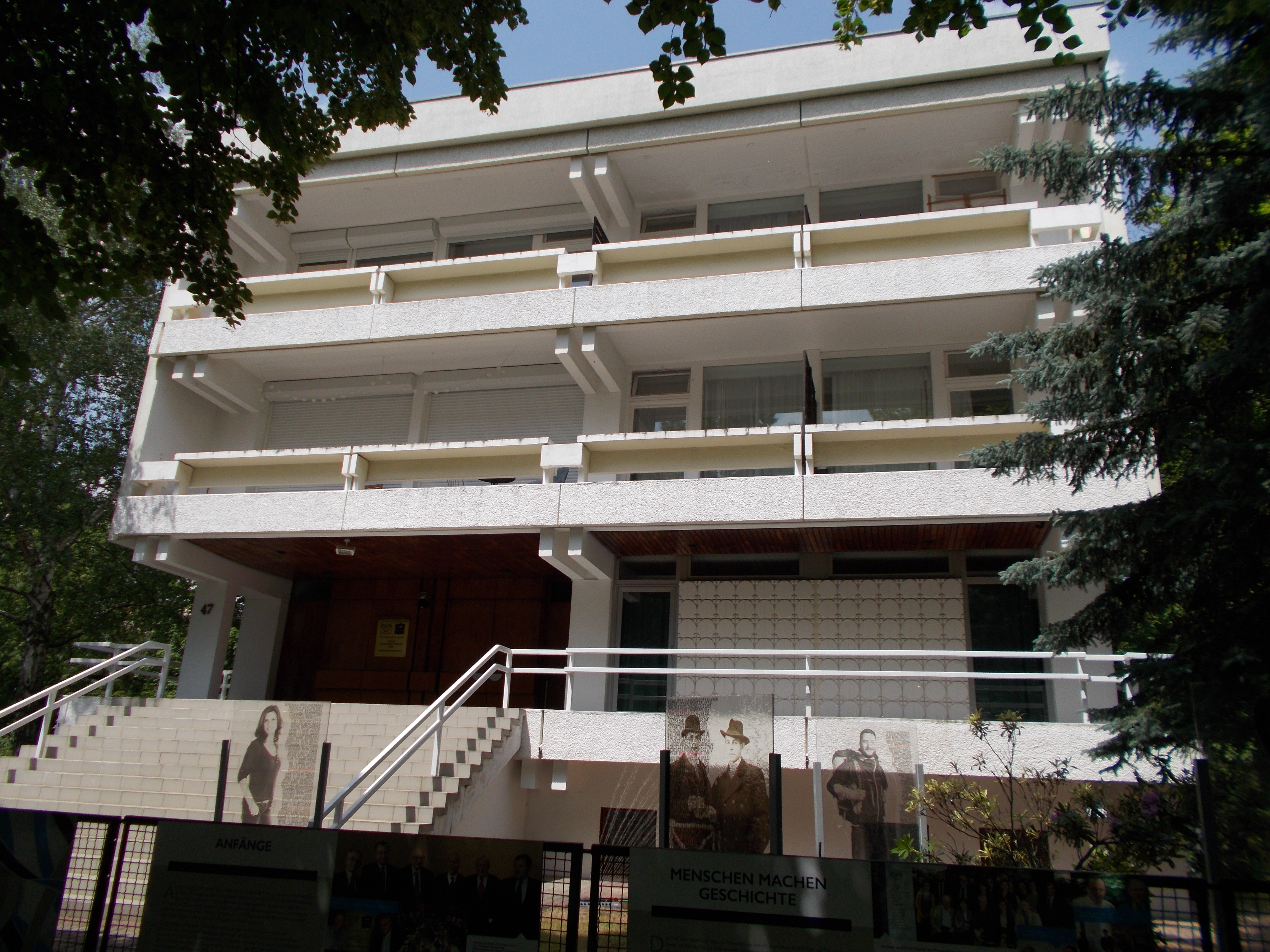
Der Sitz des Zentrums für Historische Forschung

Das CBH PAN entstand aufgrund der Möglichkeiten einer breiteren deutsch-polnischen Zusammenarbeit auf Wissenschaftsebene, die sich mit dem Systemwandel in Polen nach 1989, der Wiedervereinigung Deutschlands in den Jahren 1989–1990 und der Unterzeichnung des deutsch-polnischen Vertrages über gute Nachbarschaft im Jahr 1991 ergaben. 1999 richtete die PAN eine Forschungseinrichtung in Berlin ein, die 2006 in das CBH PAN umgewandelt wurde und dessen Kernaufgabe in der Erforschung der deutsch-polnischen Beziehungen lag. Als Vorbild für das CBH PAN diente das Deutsche Historische Institut in Warschau.
Die Projekte, die das CBH PAN in den ersten Jahren seines Bestehens durchführte, festigten seine Position in der Berliner Wissenschaftsgemeinschaft (u. a.  My, berlińczycy! Wir Berliner! Polen in der Entwicklung Berlins (18.–21.Jh.), 2006–2009; „Modi Memorandi“: Ein interdisziplinäres Lexikon der Begriffe des kollektiven Gedächtnisses, 2011–2014; Deutsch-polnische Erinnerungsorte, 2012–2015; Unsettling Remembering and Social Cohesion in Transnational Europe (UNREST) im Rahmen des EU Projekts „Horizont 2020“, 2015–2019).
Seit 2008 vergibt das CBH PAN gemeinsam mit der Polnischen Botschaft in Berlin jährlich den Wissenschaftlichen Förderpreis des Botschafters der Republik Polen für die besten Masterarbeiten und Dissertationen, die an deutschen Hochschulen angefertigt wurden und die sich mit der polnischen Geschichte und Kultur sowie den deutsch-polnischen Beziehungen befassen. Im Jahr 2010 hat das CBH PAN die monatlichen Seminare des „Klaus Zernack Colloquiums“ ins Leben gerufen, die jedes Jahr unter einem anderen Thema stattfinden. Das CBH PAN ist auch Partner der Deutsch-Polnischen Schulbuchkommission, mit der es gemeinsam die Verfassung der polnischen und deutschen Version des Schulbuchs Europa. Nasza Historia/Europa – Unsere Geschichte koordiniert hat (2016–2020).

## Publikationen
Seit 2007 veröffentlicht das CBH PAN jährlich die Zeitschrift Historie, die sich mit der Geschichte der deutsch-polnischen Beziehungen befasst. Darüber hinaus gibt das Zentrum vier Publikationsreihen heraus: Fokus. Neue Studien zur Geschichte Polens und Osteuropas, Polen in Europa (beide in Zusammenarbeit mit dem Brill Schöningh Verlag), Wendepunkte und Persönlichkeiten des Dialogs. Aus der Geschichte der deutsch-polnischen Verständigung, sowie Quellen und Darstellungen zur deutsch-polnischen Beziehungsgeschichte in der Frühen Neuzeit und im 19. Jahrhundert (in Zusammenarbeit mit dem Museum der Geschichte Polens). Seit 2017 ist das CBH der Polnischen Akademie der Wissenschaften inhaltlich an der Herausgabe eines vierbändigen deutschsprachigen wissenschaftlichen Lehrbuchs zur polnischen Geschichte Polen in der europäischen Geschichte. Ein Handbuch in vier Bänden (erschienen im Hiersemann Verlag).

## Bildungs- und GeschichtswebseiteCBHist.
Im Jahr 2022 startete das CBH PAN das Bildungs- und Geschichtswebseite CBHist. zur Förderung der polnischen Geschichte bei deutschsprachigen Schülern, Studenten und Lehrern. Das Portal bietet die von den Mitarbeitern des CBH PAN entwickelten bzw. mitentwickelten Inhalte, darunter E-Books, Podcasts, Videos, Zusammenstellungen von historischen Quellen und Unterrichtsszenarien für den Geschichtsunterricht.

## Bibliothek
Das CBH PAN unterhält eine Bibliothek mit ca. 12.000 Büchern und Zeitschriften zur polnischen und deutschen Geschichte. Die Bestände stehen in einem öffentlich zugänglichen Lesesaal zur Verfügung. Der Bibliothekskatalog ist mit dem polnischen MAK+ und dem deutschen KOBV Bibliothekssystem verbunden.

## Direktoren
- 2006–2018: Robert Traba
- seit 2018: Igor Kąkolewski